# 紀押勝
紀 押勝（き の おしかつ、生没年不詳）は、日本古代の6世紀後半の紀伊国の豪族。名は忍勝とも表記する。姓は直。

## 出自
この場合の紀氏は、一般に言う紀氏（紀臣氏・紀朝臣氏）ではなく、紀伊国の名草郡の大領として同地域を本拠地とし、紀国造を世襲してきた紀直一族である。紀直氏は、『新撰姓氏録』「河内国神別」天神によると、「神魂命五世孫天道根命之後也」、「和泉国神別」天神には、「神魂命子御食持命之後也」とある。
『古事記』中巻に、孝元天皇の孫、比古布都押之信命（ひこふつおしのまこと の みこと）と木国造（き の くにのみやつこ）の祖宇豆比古（うずひこ）の妹から生まれた子供に「建内宿禰」（たけしうちのすくね）がおり、同様の記述が、『日本書紀』巻第七には、景行天皇の御代に彦太忍信命の子と思われる屋主忍男武雄心命（やぬしおしおたけおごころ の みこと）が阿備（あび）の柏原（かしわばら）に神祇を9年間祭っている間に、紀直の遠祖菟道彦（うじひこ）の女、影媛から武内宿禰を生ませた、とある。『古事記』には、崇神天皇が「木国造（きのくにのみやつこ）、名は荒河刀別（あらかわとべ）の女」を娶り、豊木入日子命（とよきいりひこ の みこと）を生ませたともある。
上記のように、皇室との関係も深く、武内宿禰の子孫である紀臣一族もその末裔であるが、以下に示す押勝のように外交で活躍した例はこのほかには存在せず、農耕神としての日前宮を祭祀した在地豪族と考えられている。日前宮の東方に存在する岩橋千塚古墳群は、紀直一族の墳墓と推定されている。

## 記録
『日本書紀』巻第二十によると、敏達天皇12年7月（583年）、天皇は以下のような詔を出した。
最初の文は、欽明天皇23年に、
とあるのを指している 。この日羅を迎え入れるために百済に派遣されたのが、同じ国造である紀押勝と、吉備海部直羽嶋（きび の あま の あたい はしま）である。
しかし、その年の10月、押勝らは帰国し、以下のように報告した。
しかし、天皇は諦めず、再度羽嶋を百済に派遣した。羽嶋は初回のように百済と正面から交渉しても効果がないと判断し、日羅と直接会う手段をとった。
日羅の知恵により、百済王は日羅の帰国を許し、徳爾（とくに）ら若干の人員をつけて送り出した。